# 井上幻庵因碩
井上 幻庵因碩（いのうえ げんあん（げんなん）いんせき、1798年（寛政10年） - 1859年（安政6年））は、江戸時代の囲碁棋士で、家元井上家の十一世井上因碩、八段準名人。井上家は代々因碩を名乗ったため、隠居後の号である幻庵（玄庵）を付けて幻庵因碩と呼ぶ。相続前には橋本因徹、服部立徹、井上安節と改名。名人の技倆ありと言われながら名人とならなかった棋士として、本因坊元丈、安井知得仙知、本因坊秀和とともに囲碁四哲と称される。本因坊丈和との名人碁所を巡る暗闘（天保の内訌）でも知られる。碁盤全体を使うスケールの大きな棋風が特色。別号として橘齋もある。
「幻庵」の読みには「げんあん」「げんなん」がある。

## 経歴
出生地、実名は不明。姓は橋本、自著『囲碁妙伝』では武門の生と記している。字は可義。6歳で井上家の外家である服部因淑に入門。文化6年(1809年)12歳で初段となり、師の因淑の元の名である因徹を名乗る。翌年服部家の養子となって服部立徹と改名。文政2年(1819年)に跡目として井上家に入り井上安節を名乗る。幼少からの厳しい修行により、この時には奥歯4本が抜けていたという。同年五段で、御城碁に初出仕、本因坊元丈に先二の二子局でかろうじて1目勝ちとし、この碁は元丈一生の出来栄えと言われる。文政7年(1824年)に十世井上因砂因碩が隠居して家督を継ぎ、十一世井上因碩となり、また六段昇段。この文政7、8年に「的然として昇達」と自身で述べ、8年の仙知に先番10目勝ちの碁に対し関山仙太夫は「黒打方極妙」と評している。

### 丈和との暗闘
天保の内訌においては、丈和ともう一方の主役だった。丈和は因碩の11歳年長であり、対戦は因碩15歳の時の先二の手合から始まり先相先まで70局、幻庵の35勝28敗3持碁4打ち掛けであった。文政11年(1828年)1月に丈和は八段準名人に昇り、その翌月に因碩も八段準名人に昇る。その後丈和の名人碁所就位において6年後に地位を譲るという密約を交わし、因碩は丈和の碁所を認める口上書を提出するが、天保2年(1831年)に名人碁所に就位した丈和は約束を守らず、因碩は碁所就位の運動を起こす。天保6年(1835年)7月、松平家碁会において弟子の赤星因徹を丈和と対局させるが敗れる。（因徹吐血の局）
天保10年(1839年)に丈和が引退すると、因碩は名人碁所の願書を提出、これに本因坊丈策が異義を申し出て、天保11年(1840年)に丈策の跡目で当時21歳の秀和との四番争碁を打つことになる。第1局は打ち掛け7回の末に秀和先4目勝ちとなり、途中2度下血した因碩は碁所願いを取り下げた。その後、天保13年(1842年)にも秀和と2度対局するが、秀和の先番を破れず、名人碁所を断念する。その後弘化2年(1845年)、丈和の長男戸谷梅太郎が水谷琢順の養子（水谷順策）となっていたのを井上家跡目に迎え、井上秀徹とする。同年太田雄蔵と十番碁を行うが（雄蔵先）、棋譜は3局までのみ残っている。

### 晩年
弘化3年(1846年)、浪華滞在中に、後に秀和の跡目となる安田秀策と数局対局し、その中の1局が耳赤の一局として知られる。
またこの年の江戸城火災に際して、幕府が諸大名に築城費用を課したことを諌める上書を提出し、閉門に処せられた。しかしこの後将軍家慶は諸侯への課金を減じ、因碩は処分を解かれ、その名が大いに轟いたとも言われる。
嘉永元年(1848年)に隠居して幻庵を号し、秀徹が十二世井上因碩となる。しかし秀徹は嘉永3年(1850年)に門人斬殺の事件を起こして退隠、後継者を予定していた服部正徹が旅行中であったため、林家門人の松本錦四郎に家督を継がせて十三世井上因碩とした。
嘉永6年(1853年)には、弟子の三上豪山を伴い清国に渡航を企てるが、玄界灘にて暴風雨に遭い挫折する。この帰途に資金に困り、九州佐賀地方で免状を乱発したため、実力の伴わない初段を「因碩初段」と称されるようになった。
安政6年(1859年)没、諡は方義。安政4年の吉田半十郎との二子局が、最後の棋譜として残されている。
自身、兵法家をもって任じていたと言われ、「孫子」「論語」などの造詣も深く、著書でもしばしば引用している。幻庵ー秀和の碁を調べた丈和は「因碩の技、実に名人の所作なり、只惜しむらくは其時を得ざるにあり」と述べている。また因碩の名作とされる安井算知 (俊哲)戦（天保6年、算知先、白3目勝）に関山仙太夫は「此時因碩既に妙に達す。本局は後学の範となすに足る」と評した。『囲碁妙伝』では「勝負のみにて強弱を論ずるは愚の甚だしき也、諸君子運の芸と知りたまえ」の語を残している。2016年日本棋院囲碁殿堂入り。

### 御城碁成績
- 1819年（文政2年）二子1目勝 本因坊元丈
- 1820年（文政3年）先番11目勝 林元美
- 1821年（文政4年）先番12目負 本因坊丈和
- 1822年（文政5年）二子中押勝 安井知得仙知
- 1823年（文政6年）先番2目勝 服部因淑
- 1824年（文政7年）先番2目勝 本因坊元丈
- 1825年（文政8年）向二子中押勝 林伯悦
- 1826年（文政9年）先番13目勝 安井知得仙知
- 1830年（天保元年）向二子中押負 安井俊哲
- 1832年（天保3年）向二子中押負 林伯栄
- 1836年（天保6年）白番ジゴ 安井俊哲
- 1842年（天保13年）白番1目負 安井算知
- 同年 白番4目負 本因坊秀和

## 代表局
秀和との争碁第1局を敗れた1年半後の天保13年（1842年）、旗本磯田助一郎宅で対局の機会を得た。5月16日から18日まで二日半かけて打たれ、 先番秀和の6目勝となったが、白は序盤から局面をリードし、幻庵の名局の一つと言われる。
譜1(16-36). 2隅を空けたまま白1(16手目)から3、13と奔放に打って上辺を大模様にする。
譜2(66-79).  白は左下で黒一目を切り離し、白1(66手目)から上辺も大きく囲って白5まで白優勢だが、白7、9が打ち過ぎで、後に黒Aのコウを狙われて苦戦となった。
終盤で黒1目勝と思われたが、白の見損じで5目損し、黒6目勝となった。この碁で名人の道を断たれた悔しさが5目損の手を打たせたとの、後世の見方もある。

## 世系書き換え
井上家は元は井上玄覚因碩を一世としていたが、幻庵因碩は井上家の家格を上げるために、玄覚因碩の師であった二世名人中村道碩を井上家一世とする書き換えを行ったと見られる。そのため、幻庵因碩は家督を継いだ時には十世であったが、後に十一世を名乗るようになった。
また、本因坊道策以来、名人（九段）と上手（七段）の間を「半名人」（八段）と呼んでいたのを、「準名人」という呼び方にしたのが幻庵因碩で、次第にこちらが定着していった。

## 著作
棋譜の評を付けた嘉永5年(1852年)『囲碁妙伝』が著名。序に「局前無人局上無石」の語があり、後の岩本薫も色紙に揮毫した。
他に修業時代までの打碁を収めた『奕図』(1819年)、及び『囲碁終解録』(1844年)がある。

## 関連文献
幻庵因碩を題材にした小説：
- 高木彬光「渡海志願」（日本推理作家協会編『殺意のカクテル』（光文社 1974年）所収）

因碩晩年の清国渡航の企てを描いた小説。
- 百田尚樹『幻庵』文芸春秋、2016年